# Jen Psaki
Jennifer Rene Psaki, detta Jen (Stamford, 1º dicembre 1978), è una giornalista statunitense, portavoce della Casa Bianca nell'amministrazione di Joe Biden dal 2021 al 2022.

## Biografia
Di origini greche e polacche, la Psaki nacque nel Connecticut. Dopo gli studi al college si interessò alla politica e divenne una collaboratrice di alcuni esponenti del partito democratico fra cui John Kerry. Dopo essere stata portavoce della Democratic Congressional Campaign Committee, si unì allo staff di Barack Obama e prese parte alla campagna elettorale per le presidenziali del 2008.
Quando Obama fu eletto Presidente, la Psaki fu assunta come vice del portavoce della Casa Bianca Robert Gibbs, poi qualche mese dopo venne promossa vicedirettrice delle comunicazioni. Nel 2011 lasciò la Casa Bianca per accettare l'incarico di vicepresidente del Global Strategy Group, un'importante società di pubbliche relazioni di Washington. L'anno seguente tornò a lavorare per Obama con l'incarico di portavoce della sua campagna elettorale per la rielezione.
Nel 2013 Obama la scelse per succedere a Victoria Nuland nel ruolo di portavoce del Dipartimento di Stato degli Stati Uniti d'America. Occupandosi spesso della questione ucraina, la Psaki divenne una vera e propria celebrità per la stampa russa, che la rese bersaglio di numerose critiche.
Il 1º aprile 2015 venne scelta dal presidente Barack Obama come nuova direttrice delle comunicazioni della Casa Bianca. Prese il posto di Jennifer Palmieri che lasciò l'incarico per seguire la campagna elettorale di Hillary Clinton. Occupò quel ruolo fino alla fine dell'amministrazione Obama. Il 7 febbraio 2017 Psaki ha iniziato a lavorare come commentatrice politica sulla CNN.
Nel novembre 2020 Psaki ha lasciato la CNN e si è unita al team di transizione Biden-Harris. Il 29 novembre 2020 è stata nominata portavoce della Casa Bianca per la futura amministrazione Biden, rimanendo in carica fino al 13 maggio 2022.

## Vita privata
Nel 2010 Psaki si è sposata con Gregory Mecher, vicedirettore delle finanze del Comitato per la campagna democratica al Congresso, da cui ha avuto due figli.